# 中島愛
中島 愛（なかじま めぐみ、1989年6月5日 - ）は、日本の女性声優、歌手。茨城県水戸市出身。所属はストロボミュージック（音楽活動・マネジメント）、ステイラック（声優活動のみ業務委託）。

## 経歴

### 生い立ち
日本人のバンドのアマチュアドラマーの父とフィリピン人の母の間に生まれ、音楽に溢れた家庭環境で育つ。一人っ子である。
1歳少しの頃に撮影していたテーブルの上に乗り童謡の『アイアイ』をエンドレスリピートで歌い続けていたビデオを観ていた。その頃から「そういう人だったんだな」と思い、2019年時点で親に会うたびに「延々と歌を聴かされてた」と言われたという。その時に「ちょっとしゃべれるようにな」と立ち始めた頃から「そうだった」と聞いていたという。
家にはドラムセットがあり、物心がついた頃から自然に「音」、「声」に触れていた。家にいた時は、父がドラムを叩いているかギターを弾いてるか歌っているか、のような感じであった。その時に考えている間もなく「私も表現者になりたい!」という、少し思い込みに近い気持ちを持ち始めて音楽に興味を持っていた。歌も父に教えてくれており、家の中ではAOR、R&Bなど、音楽が流れていた。その頃に聞いていた楽曲は2011年時点でも好きなものばかりだという。
アニメ、教育番組、戦隊ものも見ており、曲も好きであった。その中で最初に一番好きになったのはテレビアニメ『美少女戦士セーラームーン』の曲でキャラクターソングも好きで聞いていた。「すてき!」と心にひっかかるのは、「声」でアーティスト、声優が歌う歌、興味を抱くもの全てにおいて「声」が共通していたようであった。アニメ、本、漫画、CDなどそういうものため、親から制限されたことは特になかった。テレビのCM、デパートの中のBGMで気になる音楽を聞いていたところ、親に「これが好きなの!」と、お願いをして誰の曲なのか調べてくれたりしていたという。両親はその頃から、中島には「芸能の世界に入ってほしい」と希望してなかったと語り、「この子はアニメを見たり歌ったりするのが好きだなぁ」ぐらいであった。ただし自分の中では、芸能の世界への憧れの気持ちはどんどん強くなって行っていたという。
一方で子供の頃は絵を描いたり、家の中で1人でできることに興味があったと語る。その頃、だいぶやんちゃで、よくケガをしていた。4歳ぐらいの頃、母に「仲良くやっていけない」と泣きながら相談したことで、仲良く遊んではいた。しかし相手の出方が予想外だった時に臨機応変に対応できるタイプではなかったようであり、そこから少しずつ1人で遊ぶことを覚えていったという。1人で音楽を聴いたりする楽しさをのちに発見したが、このことをあの日が分岐点だったという。「将来の夢」は歌手になりたいとは思っておらず、歌うことが特別だとは思っていなく、「暇だからおしゃべりしよう」のような感覚で歌っていたという。1つあったのは、少し好きな男子が「僕はパン屋さんになる」と言っていたため、「じゃあ私はそれを売る」、「パン屋になるの？ じゃあそのパン売ってあげる！」のようなといい、特別何かになりたいというのはなく、ぼんやりしていたという。学校いる時は幼稚園の延長線上で基本的には外で遊ぶのが好きな子供であり、仲良しグループでアイドルごっこをしたりもしていたという。教室で腕相撲をして戦うのが好きだったが、ある時期を境に、女子と男子が一緒に遊ぶのはちょっとのような雰囲気はショックであり、「みんな仲間なのに、なんで急に溝ができた？」と理解できなかったという。「子供でいられなくなった」と自覚してから、急に性格が陰に入り、その頃から区切り、節目に敏感になったという。小学生の時の好きな授業は言葉が好きだったため国語といい、本はすごく読んでいた。幼稚園の時などは漢字が読めなかったが、強がってふりがなをふってもらい一生懸命に読んでいた。音楽の授業は当初は苦手で皆の前で歌ったりして1人ずつ楽器を披露したりするのが恥ずかく、人前に立ちたいと思う反面、人に注目されたくないという部分も結構あった。朗読だけは別で、うまく読めたわけではないが、好きであった。勉強は中学生ぐらいまでは特に好きであったが、「自分が楽しいな」思うことしかしなかったと語る。
歌うのは好きだったが、1人の世界に入り込むようになったことで、歌謡曲に熱中していったという。歌うとストレスが発散できるため、母によくカラオケに連れていってもらったという。母は聴いてるだけだったが、「疲れたからお母さんも歌ってよ」とマイクを渡したところ、松田聖子といった歌謡曲の歌を聴かせてくれたという。歌謡曲に熱中したきっかけは母の歌声であり、リアルタイムのヒット曲も追っていたため、自分の中に2つの道ができたようだったという。小学6年生の時までは、「歌が好き、表現者になりたい、でも自分にはまだ……」と考えていた。

### 声優・歌手になるまで
芸能の仕事は小学生の頃に読んでいた漫画『こどものおもちゃ』を読み「芸能人っていいな」と思ったり、SPEEDの活躍を見て憧れはあった。沖縄アクターズスクールの皆が活躍しているのを見て母を「なぜ私は沖縄にいないんだろう」と問い詰めて困らせたりしていた。
中学時代は人と上手く接することもしようとも思っておらず、「そういう自分から抜け出したい」という気持ちから中学1年生の時の夏、13歳の時にオーディション雑誌を見て知ったオーディションに応募していたが、落選。その時は歌を歌うオーディションであったが、「とりあえず自分を見てほしい」という気持ちが大きかったような気がしていた。歌は家とカラオケで練習をしており練習としてのカラオケは、母親に連れて行ってもらいレッスンのように聞いてくれた。両親は「そうなんだ」にような反応で、けっこうさらっとしていた。しかし「受けるからには責任を持って」と言われたと思い、「応援はするけど全てを助けられるわけじゃないから、それがわかっているんだったらいいんじゃない」という感じであった。前述のとおり、中島が一人っ子ということもあると語るが、理解してほしかったため、小さい時から常に両親には自分の好きなものを全て伝えてきた。履歴書は自身で書き、ちょうどその時から昭和アイドルがすごく好きだったため、それがいかに好きかということをレポート用紙1枚に書いて一緒に送っていた。当時は東京に行くということ自体がすごく大きなことであったから都会がどういうところかというのも自身よく知らず、そこがたぶん、皆の興味のポイントだったと語る。東京でのオーディションでは自由曲を2曲歌い、カメラテストと面接があり、特に面接の比重はとても大きかったと語る。オーディションでは尻込みしたりというのはなかったが、歌のイントロ、面接が始まった時には多少は緊張していたと語るが、面接官と話すのが楽しかった。自分の歌を聞いてくれることは日常生活ではあまりないため、そのチャレンジがとにかく楽しかったという。
中学1年生の冬からレッスンを始めて、その後は毎週末は東京でレッスンをしていたという。1度目のオーディションに落選しても「他にもオーディションを受けられるチャンスだ」と思っており、2003年、2度目のオーディションであるスターダストプロモーションへ応募して合格。その時はオーディション雑誌を「茨城なら東京までそう遠くはないし、自分にもできるのかな」と読むのが楽しみになっておりその事務所に履歴書を送っていた。しかし受かると思い送っておらず「オーディションとレッスン料がタダだ」と書いてあったが、子供ながらに惹かれて送っただけであったという。
その間も自分なりに歌の練習を続けていた。その半年間で学校では色々あり、テニス部に所属していたが、土日はレッスンで部活動ができなくなってしまうため、合格する前だったが、秋に退部。そこできっぱり決心がついたという感じであったという。その時は考えが極端だったと語る。できなくなった時に周囲に「ほらね」と言われるのが嫌であったことから「こっちに行くならこっちは切り捨てなきゃ」のような気持ちがあったという。
東京でのレッスンは週1で、歌と演技のレッスンが1時間半ずつで、最初の頃は土曜日だけだったが、少し経ってからは日曜日にダンスのレッスンも追加してくれた。地方から来ていた人物のための宿泊施設が事務所にあったため、3、4年間、土日に泊まっていた。
オーディションで行ったことのある場所だったため、両親も「わかるだろう」とレッスンには一度も来ていなかった。中島も、「ついて来なくて大丈夫だ」と言っていたという。
休みの日に友人と遊んだ記憶はほぼなく、勉強面では放課後に塾に通っていたが、授業を聞けばわかることもたくさんあったため、授業だけは聞いていた。土日は帰ってくるのも夜だったことから、できるだけ平日の時間を勉強に使うようにがんばっていたと語る。
レッスンが全て終わってからの何時間かは宿泊先の部屋で復習の時間に使い、飯は7時か8時ぐらいでどんな服が流行っているのか見たり、散歩したりすることもあった。東京都のCDショップに並んでいるCDを端から視聴したりもしていた。洋服がすごく好きであったが、東京には掘り出し物がいっぱいあり、決められた小遣いの中で好きなものを安く何着買えるかとやりくりしていた。中学生であったことから小遣いも少なく、東京では食費も電車代もすごくかかるため、買うものも本当に最低限に抑えていた。2011年時点でも、自分の持ち物はどれも10年ぐらい大事に使っているものが多く、子供の頃から長く持っているものがいっぱいあるため、元々そこまで頻繁に買い物をするタイプではないのかもしれないという。
歌に関しては、ボーカルの先生のおかげで180度考えが変わり、子供の頃は前述のとおり、一人っ子というのもあり、家で一人で過ごす時間が多かった。それまでは歌を自分のためだけに歌っており、自分自身を癒したり鼓舞したりするための手段だったのかもしれないという。それがレッスンを受けてからは、例え客がひとりでも、「その人に声が届かなかったら何の意味もないんだ」とプロの歌い手としての心構えを学んだ。
演技のレッスンでは、沢山の先輩と一緒に受講することもあり、始めは何をどうしていいのかわからない状況だった。ただし、「恥ずかしい」、「私には無理……など言ってる場合じゃないな」というのは感じたため、自分から出てきたものを演技にぶつけていた。「できないのは当たり前、せめてためらう素振りだけは絶対に見せないように」と気をつけており、率先して質問したりもしていた。
中学1年生の時のオーディションは受かると思っておらず、自分の声にコンプレックスがあり、声に特徴のある歌手の曲を聴くことが多く、比べていた時に、「なんて個性のない、かわい気のない声なんだろう」と思っていた。あまり話すことも好きではなく声で誰かに何かを伝えることに抵抗があった。歌の技術に対する自信もなく、自分が歌を好きなことに対する自信だけしかなかったという。「歌うのも楽しいし、演じるのも楽しいが、やっぱり自分は……」という思いがあり、声が印象的な人物に出会ったところ「どうやったらこういう声になれるんだろう？」と思ったりしていたが、中島の持って生まれた声はこれしかなかったため、「どうやったらこれを活かせるんだろう？」と思えるようになったという。
先生には相談しておらず、あまりにも自信がなく周囲に決定的な何かを言われるのが怖かったのかもしれないという。先生に「いい声だね」と褒めてくれても素直に信じられなく、声の悩みは常に自分の中にひっかかっていたことの一つだった。
小学校の時、「声優さんはどうやったらなれるんだろう?」と思い、好きな漫画のヒロインの声、相手役の男の子の声など、漫画雑誌を最初から最後まで声に出して全部のキャラクターを演じていた。一人アフレコでそのキャラクターごとにイメージしている声があるが、どうやっても自分ではそれに適った声が出せず、「私にはきっと無理だ」と落ち込んでしまった。声に関しては、秘めた悩みではあったが、中学生ぐらいになってからは「いつもどうにかできないかな」と思っていた。
中学3年生の高校受験の時は色々な面で焦っていた。例えば土日に学校で模試があったとしても、終わったらすぐレッスンに行き、「週末がハードだから」と言って平日休んでいるわけにもいけず、夢も学業も両立しなければいけなかった。行きたい高校に目標を設定して「やれるだけのことはやろう」とがんばるしかなかった。志望校に受かった時は、ほっとしていたという。
両親は高校進学の時も事務所の中でも歌の発表会があったり、演技レッスンでは初級から昇級したり、色々ステップアップのきっかけがあった時期だったため、「今は勉強もがんばりつつ、レッスンも続けて通った方がいいよ」と応援してくれたという。
その後、アイドル予備軍として『Harajukuロンチャーズ・夏』に出演。以後、4、5年ぐらい事務所でレッスンを重ねる。
高校に進学後、仕事がなかなか決まらないということでの焦りはあり、子供の頃から「18歳になったら家を出る」と決めていた。活動は同世代の人物もたくさんおり、学校とは違うフィールドで仲間ができ「楽しい」というのはあったが、芸事について真面目には考えていなかった。同じ時期に事務所に所属委していた人物たちは皆雑誌の専属モデル、CMの仕事を持っていたが、中島は1つもオーディションに受からなかった。15歳の頃、レッスンを受けるのは無料であったことから、「とりあえず高校3年生まではがんばってみよう」と目標を決めたという。
「私、この先もずっと(オーディションには)受からないかも」と落ち込んだことも沢山あり、その時、高校3年生を目途に何にも受からなかったらきっぱり断念して別の道を進もうと自分の中の「決まり」を設定していた。「そうなるとあと何年もないし、とにかく何をしたらいいんだろう」と考える日々であった。その時に「ダメなのかも」という気持ちもだんだん強くなっていったが、自分で作った期限をよりどころに、「そこまでは続けよう」と思ったという。
2007年、マクロスシリーズ新作のヒロイン（歌姫）を決める「Victor Vocal&Voice Audition」に応募。約5,000通の応募の中から合格者に選ばれ、同年8月18日に日本青年館で行われたイベント「マクロス25周年記念ライブ」でファンの前で発表され、劇中歌「VOICES」を歌唱した。

### キャリア
2008年に放送された『マクロスF』のランカ・リー役で声優デビュー。フライングドッグレーベルよりシングル「星間飛行」（ランカ・リー=中島愛名義）と「ライオン」（May'nとの共演）をリリース。オリコン週間チャートではそれぞれ最高5位、3位を記録した。
仕事を始めて少し経った頃、飯が食べられなくなってしまった時期があり、ある日、ちょうどライブとライブの間で休みがあり、そこで少し立ち止まり、振り返っていた時に自分の抱えているプレッシャーの大きさを実感していた。それまでは、自分の意志には絶対的な自信があったが、その時あまりのプレッシャーにその意志が少し揺らいでしまい、それが悲しくなってしまった。人から厳しいことを言われて挫折することはなかったが、忙しくて思ったように動けない自分に対しての不安が積み重なり目標さえ見失ってしまった。そういう自分にがっかりしており一人暮らしを始めたばかりで、家に帰るとひとりで抜け殻のようになってしまい初めて「もうダメかもしれない」と思った。しかし自分を待っていてくれるファン、スタッフがいてくれたことで乗り越えた。それはすごく幸せなことで、「簡単にダメだとか辞めるとか、そんなこと言っていたら自分にも応援してくださる皆さんにも失礼だ」、「そんな後ろ向きなことは跳ね飛ばせるようになろう」と強く思ったという。
2009年のシングル『天使になりたい』より個人名義でのリリースをスタート。この年以降は歌手としての活動も多くなり、同年の第3回声優アワードで歌唱賞を受賞した。2010年より『たまゆら』シリーズのエンディングテーマを担当。2012年のシングル「TRY UNITE!/Hello!」を機にスウェーデン出身のプロデューサー、ラスマス・フェイバーとのコラボレーションを展開した。
2012年末よりデビュー5周年企画「まめぐ5本の矢」をスタート。2014年には『ハピネスチャージプリキュア!』の主人公・愛乃めぐみ / キュアラブリー役でテレビアニメ初主演。遠い夢だったというプリキュアシリーズへの出演が実現した。
2013年12月、中島愛名義での音楽活動を2014年3月末日をもって無期限活動休止とすることを発表。2014年3月20日にファイナルライブを開催し、MCでは「いつか胸を張って『ただいま』と言えるようになるのが目標です。待っていただく時間をいただきたいと思います」と語った。同年4月末には公式ブログの更新を終了し、その後公式HPとともに閉鎖された。
2014年7月末でスターダストプロモーションを退所し、フリーで活動する。『ハピネスチャージプリキュア!』の放送終了後は、フリー転向前に出演が決まっていた作品の他に、ゲームやCMなどでは過去に担当した持ち役の新録などに参加する程度だった。
2016年12月1日に声優・歌手活動の本格的な再開とe-stone musicへの所属を発表し、新公式サイトおよび公式ファンクラブ「LOVE with YOU」を開設。2017年2月15日に3年ぶりの復帰作『ワタシノセカイ』を発売し、6月4日に単独ライブを開催した。
歌手活動再開後は、少女時代から探求している「80年代アイドル歌謡」への想いを形にする機会が増えている。デビュー10周年となる2018年は関連書籍の出版、歌番組での斉藤由貴との共演が叶い、2019年は自身初プロデュースによるカヴァーミニアルバム『ラブリー・タイム・トラベル』をリリースした。

### 現在まで
2022年3月31日付でe-stone musicを退所、翌4月1日より音楽活動とマネジメントはストロボミュージックに所属し、声優活動に関してはステイラックと業務提携する事になっている。
2023年6月25日には、デビュー15周年を記念したワンマンライブ『中島愛 15th Anniversary Live ～equal～』を東京・渋谷duo MUSIC EXCHANGEで開催。また7月7日には新曲「equal」を配信リリースし、12月24日には、15周年記念ライブの第2弾として、アコースティック編成のライブ『中島愛 15th Anniversary Live 〜イヴは水戸!〜』を地元・茨城県水戸市の水戸市民会館・ユードムホールで開催。
2024年6月23日には、デビュー15周年イヤーの締めくくりとして、ワンマンライブ『中島愛 15th Anniversary Live FINAL ～35～』を東京・日本橋三井ホールで開催した。

## 人物

### 名前・愛称
名前の「愛」は「すべての人に愛を与えられる人になってほしい」という願いを込めて命名された。「めぐみ」と読むため、名前をよく「あい」と間違えられる。2009年には2ndシングル「ノスタルジア」がTBSドラマ『大好き!五つ子』の主題歌として使用されたが、OPテロップでは「中島愛」の愛の上の部分に「めぐみ」とフリガナが振られていた。
『ハピネスチャージプリキュア!』で声を演じた役名は「愛乃（あいの）めぐみ」と、「愛」とルビの「めぐみ」が入っていたが、これは偶然である。中島は大森ゆうこ（キュアハニー）役を志望していたが、オーディション当日にめぐみ役も受けさせられ、結果そのままめぐみ役で起用された。
愛称の「まめぐ」は「なかじまめぐみ」より。ファンクラブ会員は「こまめ」という。なお、Megpoidのイメージキャラクターである「GUMI（グミ）」は自身の幼い頃のあだ名から命名した。高校生の頃は、地元の仲間内で「キャサリン」と呼ばれていた。

### 趣味
アメリカのプロレス団体WWEの大ファンであり、特にストーン・コールド・スティーブ・オースチンが大好き。13歳の時に買ったポスターを部屋に飾ってあり、中学時代は制服の下にストーン・コールドの髑髏のネックレスを着用していた。
昭和に活躍した1980年代のアイドルが好きで、当時のレコードや8cm CDを収集している。BOOK OFFやHARD OFFなどの中古リサイクル店を巡り、掘り出し物を探すのが楽しみ。きっかけは小学6年生の頃、自分が生まれた1989年にどんなアイドルが流行っていたのか調べてみて、工藤静香やWinkのサウンドに衝撃を受けたこと。以前にも小学3年生の時にテレビで『恋♥あなた♥し・だ・い!』を歌う岩井小百合を観て惹かれていた。松田聖子やおニャン子クラブの河合その子のファンで、自身も「昭和に生まれておニャン子クラブに入りたかった」という。CDではなく「（アナログ）レコード」を出すことが夢と語っていたが、デビュー10周年ベストアルバムで実現した。自称「クレジットマニア」で、作詞家・作曲家・編曲家といった裏方のプロの仕事を尊敬している。洋楽ではアース・ウィンド・アンド・ファイアーやAORが好み。

### 関連人物
Negiccoとは互いにリスペクトしあう関係で、互いのライブやアルバム制作にゲスト参加している。新潟で行われたNegiccoの10周年単独ライブにはファンとして遠征した。自身の歌手活動再開にあたり、彼女たちのライブを観ることがものすごく原動力になったと語っている。
ももいろクローバーZは、かつて所属していたスターダストプロモーションでの後輩。メジャーデビュー前のももいろクローバー当時、2009年の中島のライブに前座やバックダンサーとして出演していた。2018年12月放送の『坂崎幸之助のももいろフォーク村NEXT』第91夜では中島がゲスト出演し、佐々木彩夏と「星間飛行」をデュエットした。
田所あずさは、地元の高校の後輩。声優に憧れていた頃、卒業生の中島の存在を知り、声優オーディションを受けるきっかけになったという。また、豊田萌絵も茨城県出身で、知人の伝手で中島から励ましのメッセージ入りサイン色紙をもらい、声優を目指す活力になったという。
後に『マクロスΔ』でワルキューレメンバーとなる安野希世乃は、声優養成所時代に『マクロスF』の歌姫オーディションに応募し、中途審査で落選したものの、中島が同年代だったので応援していたと言う。
西脇辰弥は中島のソロ活動初期から作編曲家兼バックバンドのバンマスとして音楽活動をサポートしている。以前は髪が茶髪だったことから、中島は親しみを込めて「チャッピー大先生」と呼んでいる。

### マクロス関連
13歳でスターダストに所属してから5年間ほとんど仕事がなく、卒業後の進路も考えて事務所にもう辞めますと伝えた時、「最後にこれだけ受けて」と勧められたのが『マクロスF』の新歌姫オーディションで、約5,000名の応募者の中からランカ・リー役に選ばれた。両親は、中島が合格した時、泣いており、友人も母もずっと泣いてた。中島自身も母に報告した時に初めて泣いてしまったという。デビューシングル『星間飛行』発売時には「みかん箱からZeppまで」と題したイベントツアーを行なったが、アニメ本編におけるランカのシンデレラストーリーと並走する形で、半年後には武道館のステージに立った。
アニメのアフレコは一度も見たことがなく、基本的なことから「ハテナ?」だらけで、「台詞は台本を見ながらやるのか、マイクって一人ひとつ?」、「映像は覚えるの?」など色々であった。初めて声優のアフレコ風景を拝見したのが『マクロスF』の主役キャストを決めるオーディション見学の時であったが、その時は声優の「声」の響きに衝撃を受け、その後、11月に初回のアフレコ現場に行き、スタジオに入り、一生懸命に挨拶をしていた。皆の本番を見ていた時に、片手で台本のページをめくり、画面を見つつ台本も見ながら話し、マイクは譲り合い、音をたててはいけないなど見るもの聞くもの全てが新鮮であった。もっと印象的だったのは先輩声優たちの「声」で、心にビシビシ届いてきて、圧倒されて、ただ「すごい……」としか言葉も出なかった。その日その場で感じていたことは台本の余白ページにズラッと箇条書きにし、家に帰ってからそのシーンを反芻していた。その時に「マイクってどうやって入れ替わっていたんだろう」、「あの、画面に出るパッと出てくる文字を『ボールド』と言ってたっけ?」など、知らない単語は全て書きまくっていた。それで、自分で調べられることは調べ、その上で、わからないことだけを後で聞きに行ったりしていた。
アフレコ自体が初めてであり、「そもそもアフレコって何だろう？」と感じで最初は台本のめくりかたもわからず、「私はここにいていいのかしら？」と思っていた。マイクはどれぐらい離れて立てばいいのかもわからず、第1話は、全部、体当たりのアフレコであった。声を出すまでは、音響監督からも特に「ここをこうやりなさい」という具体的なアドバイスではなく、「とにかくやってみて」という感じで、声を出してからは、1シーンごとにすごく細かく指示をしてくれて、音響監督の三間雅文には、感謝してもしきれないぐらいお世話になったという。
『マクロスF』の最初の数話は、皆が吹き込んだ声を聴きながら、単独で収録していた。しかしある日、皆と一緒にアフレコをすることになり、少し弱気になったりもしていた。掛け合いでの収録は1人の時は全然違い、初めて一緒にアフレコしてくれた時は、心臓がバクバクで緊張、緊張といった感じだった。皆がとても温かく迎えてくれており、憧れの先輩ばかりだったため、最初は隅のほうでじっとしていた。その時、遠藤綾、井上喜久子が「肩肘張らずにがんばって」など色々話しかけてくれて、救われたという。
全部が初めてだったため、「不安になっている暇があるんだったら練習しなきゃ!」と思い、1週間ごとにアフレコがあることから台本を覚えて、学校も行き、マイナス思考は一切なかった。初めてのアフレコを終えて、2回目までの1週間、その週と次の週の台本を熟読し、監督から言われていたことは全て自分で消化できるようにしていた。発声もたくさんして、その後は、「このキャラクターって、ご飯は何が好きなんだろう」、「家ではどう過ごすだろう……」と台本に書かれていないキャラクターの日常、自分の日常とつなげて、絶えず想像していた。そうすると「だからこういう台詞が出てくるんだろうな」と気付いたりすることもあり、1週間ごとに成長を見せなくてはいけないというプレッシャーもあったため、とにかくキャラクターに寄り添うことに集中していた。
初めてのオンエアは正座して見て、深夜の放送であったが、友人も皆1回仮眠をとってからその時間に起きて見てくれていたようだった。テレビから声が聞こえていた瞬間は、ビクッとしており、自分ではないような気がして、頭がぐるぐるしていた。その時に「これが演技をするっていうことなんだ。自分のキャラクターがいる、自分の声が流れる、それを地上波で一斉にみんなが見てる」とドキドキしていた。同時に「目を背けたい」ように感じたりもし、自分が知らなかった自分を電波を通して感じるのは味わったことがない気分であった。その時に落ち着いてみたところ、「これが夢が叶ったということなのかも」、とジーンとしたりしていたという。
ランカとの一体感は強く、劇場版完結編のアフレコ終了後には引き裂かれるような感覚で涙が止まらなかったという。
『マクロスF』の総監督を務める河森正治はヒロイン役のオーディションに関し、先に決まっていたシェリル・ノームの歌担当のMay'nと声質が違うことと、本番に強いという印象を選考理由に挙げている。「僕はプロトタイプが好きな人間ですので、声優さんとして、歌手として完成された方よりも、作品とともに成長して、作中で役者として臨界点を超えるであろう瞬間を僕らと共有できる方におねがいしたいです」と発言している。
「今まで会いたかった人」の2人のうち1人をクラン・クラン役の豊口めぐみと挙げている。『りぼん』を愛読していた中島は、中でも『超GALS! 寿蘭』の大ファンで、当時その主役を務めていた豊口に相当な憧れを抱いていた。ラジオ『マクロスF○※△』に豊口がゲストで来た時には本人に「ファンです」と告白していた。他に会えて感激した声優に神谷浩史、桑島法子、井上喜久子の名を挙げている。いずれも中島が見ていたアニメの出演者である。『マクロスF』で共演を果たし、その感動を自身のブログで述べている。神谷浩史とはラジオ『マクロスF○※△』でも共にパーソナリティとして共演もしている。
『マクロスF』の中で好きなキャラクターはミハエル・ブラン。マクロスシリーズ全体ではリン・ミンメイが憧れの存在で、『超時空要塞マクロス 愛・おぼえていますか』のクライマックスシーンは何回観ても涙が出るという。カバーしてみたい歌は『超時空要塞マクロスII -LOVERS AGAIN-』のイシュタルが歌う「もういちどlove you」。
手先が器用で、プラモデル初心者では難解で苦労すると言われるメサイアバルキリーのプラモデル（VF-25Fアルト機）を組み上げ、ブログで公開している。
2009年2月23日のK-1 WORLD MAX 2009 〜日本代表決定トーナメント〜において、ランカ・リーのコスプレをして星間飛行をBGMに入場した長島☆自演乙☆雄一郎の入場コールを担当した。

### 出来事
2008年12月3日には動画共有サイト「ニコニコ動画」に自身の新曲「Be MYSELF」を歌いながら踊っている動画を投稿して話題になった。1日で14万回以上再生されると同時に、中傷の様なコメントも集まり運営側が自主的に削除して対応した。また、2008年12月24日には東京都渋谷区で主催するクリスマスイベントを上述の動画投稿サイトで生配信した。
『天使になりたい』に収録されている「（仮）ダジャレのお歌」が原曲者（SNOOP）に連絡なしのままタイトルと歌詞が変更され発売された。その後、関係者間の連絡ミスおよび認識不足であることがわかり（原曲者もタイトルと歌詞が変更されること自体は元々承知していた）、2009年2月21日付けで公式ブログに謝罪文が掲載された。
2018年6月6日、10月から放送予定のアニメ『二度目の人生を異世界で』のローナ＝シュヴァリエ役を降板すると発表。原作者のSNS上でのヘイト発言が問題となり、アニメ化自体も中止となった。その後、6月24日に上海で開催予定だった中島の海外ライブが中止となった。

### エピソード
『マクロス』をきっかけに、プロの世界に入り、自分の憧れだった人物と会い直接アドバイスをくれたり、一緒に歌わせてくれたり、そういうことが叶った感動を味わうことができた。2011年時点の中島があるのも、一から指導して育ててくれた憧れの先輩、スタッフの皆、応援してくれた皆との出会いのおかげだと心から思っているという。
仕事をしているなかで、落ち込む時がないとは言えないが、ファンから「中島さんを見て、声優になりたいと思いました」、「諦めかけてたんですけど私もがんばってみます」など、手紙、励ましの言葉をくれて、「私ももっと頑張らなきゃ！」と思いファンレターが何度も自分を救ってくれた。すごく自信がない時など、手紙を読むだけで涙が出てそれぐらいファンの声が「自分の力になっているんだな」と実感しているという。

## 出演
太字はメインキャラクター。

### テレビアニメ
2008年
- マクロスF（ランカ・リー）

2009年
- アキカン!（ミク / 最強のアキカン）
- けんぷファー（2009年 - 2011年、沙倉楓） - 1シリーズ + 特別編
- こばと。（三原千帆、三原千世、満里奈の母）
- バスカッシュ!（シトロン）
- ポケットモンスター ダイヤモンド&パール（コトネ）

2010年
- FAIRY TAIL（リラ）

2011年
- 異国迷路のクロワーゼ The Animation（アンヌ）
- セイクリッドセブン（藍羽ルリ）
- たまゆら〜hitotose〜（保志まなみ）
- NO.6（カラン）
- ファイ・ブレイン 神のパズル（2011年 - 2014年、姫川エレナ） - 3シリーズ
- もしドラ（玉川茉莉）
- ラストエグザイル-銀翼のファム-（セシリー）

2012年
- アクエリオンEVOL（サザンカ・ビアンカ）
- 咲-Saki-阿知賀編 episode of side-A（新井ソフィア）
- 武装神姫（レーネ / 戦乙女型 アルトレーネ）
- ポケットモンスター ベストウイッシュ（メロエッタ、レイラ） - 2シリーズ
- 輪廻のラグランジェ（グラニア） - 2シリーズ

2013年
- 君のいる町（枝葉柚希）
- 八犬伝―東方八犬異聞― 第二期（犬村雛衣）
- 名探偵コナン（井上薫）
- 問題児たちが異世界から来るそうですよ?（春日部耀）

2014年
- ハピネスチャージプリキュア!（2014年 - 2015年、愛乃めぐみ / キュアラブリー）

2017年
- 風夏（桐島〈枝葉〉柚希）
- 王様ゲーム The Animation（小林優奈）

2018年
- グランクレスト戦記（ルナ）
- ヴァイオレット・エヴァーガーデン（シャルロッテ・エーベルフレイヤ・ドロッセル）
- すのはら荘の管理人さん（小薗井舞子）
- HUGっと!プリキュア（愛乃めぐみ / キュアラブリー）
- 聖闘士星矢 セインティア翔（2018年 - 2019年、いるか座の美衣）

2019年 
- 本好きの下剋上 司書になるためには手段を選んでいられません（2019年 - 2022年、トゥーリ） - 3シリーズ

2020年
- 恋する小惑星（宇佐美綾乃）

2021年
- SHAMAN KING（2021年 - 2022年、コロロ、黒部民子）

2023年
- ひろがるスカイ!プリキュア（キュアラブリー）
- 彼女が公爵邸に行った理由（クリスティーン・バークリー）

2024年
- 魔王様、リトライ!R（ベアトリス）

2025年
- 日々は過ぎれど飯うまし（児玉さくら）

### 劇場アニメ
2000年代
- 劇場版 マクロスF（2009年 - 2011年、ランカ・リー） - 2部作

2010年代
- セイクリッドセブン 銀月の翼（2012年、藍羽ルリ）
- マクロスFB7 オレノウタヲキケ!（2012年、ランカ・リー）
- メロエッタのキラキラリサイタル（2012年、メロエッタ）
- 映画 ハピネスチャージプリキュア! 人形の国のバレリーナ（2014年、愛乃めぐみ / キュアラブリー）
- 映画 プリキュアオールスターズNewStage3 永遠のともだち（2014年、愛乃めぐみ / キュアラブリー）
- 映画 プリキュアオールスターズ 春のカーニバル♪（2015年、愛乃めぐみ / キュアラブリー）
- ラストエグザイル-銀翼のファム- Over The Wishes（2016年、セシリー）
- 映画 プリキュアオールスターズ みんなで歌う♪奇跡の魔法!（2016年、愛乃めぐみ / キュアラブリー）
- 劇場版 艦これ（2016年、衣笠）
- 映画 HUGっと!プリキュア♡ふたりはプリキュア オールスターズメモリーズ（2018年、愛乃めぐみ / キュアラブリー）

2020年代
- サイダーのように言葉が湧き上がる（2021年、ジュリ）
- 劇場短編マクロスF 〜時の迷宮〜（2021年、ランカ・リー）
- 映画かいけつゾロリ ラララ♪スターたんじょう（2022年、イレーヌ）
- 映画 プリキュアオールスターズF（2023年、愛乃めぐみ / キュアラブリー）

### OVA
- アキカン!（2009年、ミク）
- たまゆら（2010年、保志まなみ）
- 娘クリ Nyan×2 Music Clip（2010年、ランカ・リー）
- うたえメロエッタ リンカのみをさがせ（2012年、メロエッタ）
- 君のいる町（2012年 - 2014年、枝葉柚希[123]） - コミック第17・18・27巻DVD付限定版
- 問題児たちが異世界から来るそうですよ?（2013年、春日部耀）  - 小説第8巻Blu-ray同梱版
- 本好きの下剋上 司書になるためには手段を選んでいられません 外伝（2020年、トゥーリ）

### ゲーム
2009年
- 黒執事 Phantom & Ghost（ステラ・ローズ）
- ハヤテのごとく!! ナイトメアパラダイス（渡良瀬ミカゲ）
- マクロスアルティメットフロンティア（ランカ・リー）

2010年
- Another Century's Episode:R（ランカ・リー）
- 武装神姫 BATTLE MASTERS（戦乙女型MMS アルトレーネ）
- 武装神姫 BATTLE RONDO（戦乙女型MMS アルトレーネ）
- MAPLUS ポータブルナビ3（ランカ・リー）
- らぶでゅえ!（大楠ルーサ）

2011年
- 第2次スーパーロボット大戦Z 破界篇 / 再世篇（2011年 - 2012年、ランカ・リー） - 2作品
- ヴァイスシュヴァルツ ポータブル（ランカ・リー）
- 武装神姫 BATTLE MASTERS Mk.2（戦乙女型MMS アルトレーネ）
- マクロストライアングルフロンティア（ランカ・リー）

2012年
- NeverDead（ニキ・サマーフィールド）

2013年
- 艦隊これくしょん -艦これ-（2013年 - 2021年、衣笠、三隈、伊58、伊168、初月）
- スーパーロボット大戦Operation Extend（ランカ・リー）
- スーパーロボット大戦UX（ランカ・リー）
- マクロス30 銀河を繋ぐ歌声（ランカ・リー）
- 嫁コレ（枝葉柚希）

2014年
- 君のいる町（枝葉柚希）
- 第3次スーパーロボット大戦Z 時獄篇 / 天獄篇（2014年 - 2015年、サザンカ・ビアンカ） - 2作品
- 82Hブロッサム（染谷未散）
- ハピネスチャージプリキュア! かわルン☆コレクション（愛乃めぐみ / キュアラブリー）

2015年
- スーパーロボット大戦BX（ランカ・リー）

2016年
- 艦これアーケード（2016年 - 2017年、三隈、衣笠）
- クイズRPG 魔法使いと黒猫のウィズ（ランカ・リー）
- すくみず!〜すくみ荘ミッションZ〜（黒重樹里）
- マクロスΔスクランブル（ランカ・リー）

2017年
- アカシックリコード（“りゅーびん”劉備）
- グリムノーツ（霊獣エフェメロ、シャクナ・リリィベール、乙姫）
- 歌マクロス スマホDeカルチャー（2017年 - 2021年、ランカ・リー）
- スーパーロボット大戦X-Ω（ランカ・リー）

2018年
- プリキュア つながるぱずるん（愛乃めぐみ / キュアラブリー）
- 恒星少女 -Do The Scientists Dream of Girls'Asterism?-（スピカ）

2019年
- DArk Rebellion -ダークリベリオン-（ラウム）
- 誰ガ為のアルケミスト（2019年 - 2022年、ランカ・リー、リーマ）
- グリムエコーズ（鬼姫）

2021年
- 百鬼異聞録〜妖怪カードバトル〜（藤姫）
- 共闘ことばRPG コトダマン（ランカ・リー）
- モンスターストライク（コロロ）
- グランサガ（エリヤ、パルタニ）
- SHAMAN KING ふんばりクロニクル（コロロ）

2022年
- 白夜極光（ゴルディ）

2024年
- マクロス -Shooting Insight-（ランカ・リー）

2025年
- 原神（イネファ）

### ドラマCD
- ホーリートーカー ドラマCD（2009年、高山萌葱）
- マクロスF 娘ドラ◎ ドラ1 - 5（2009年、ランカ・リー）
- けんぷファー ドラマアルバム（2010年、沙倉楓）
- これはゾンビですか? オブ・ザ・デッド『これは波乱盤上（ドラマCD↑↑）ですか? もう!そうなんでしょ!』（2012年、妄想ユー[155]）
- 君のいる町 ドラマCD「プレ・シーズン・ストーリー〜決意〜」（2013年、枝葉柚希[156]）
- 猫と私の金曜日（2014年 - 2015年、立花愛） - 『マーガレット』2014年9号[157]・2015年2号[158]、単行本第8巻ドラマCD同梱版[159]
- 問題児シリーズオーディオドラマ「トラブル・ファイル」（2018年、春日部耀） - 小説『ラストエンブリオ』第5巻特典オーディオドラマ[160]
- 本好きの下剋上 司書になるためには手段を選んでいられませんドラマCD6 - 8・10（2021年 - 2023年、トゥーリ、マルティナ、オルタンシア[161][162][163][164]） - 4作品

### デジタルコミック
- VOMIC 華麗なる食卓（2008年、曽根崎結維）
- VOMIC 機巧童子ULTIMO（2011年、ウルティモ）

### ラジオ
※はインターネット配信。
- RADIO MACROSS（2008年 - 2008年、文化放送）
- マクロスF○※△（2008年 - 2011年、文化放送）
- なかなか中島愛（2008年、四国放送）
- 中島愛のシンカロン!（2009年 -2012年、YouTube※ → 2012年 - 2014年、公式ファンクラブ※）
- ラジオ けんぷファー 賢二と愛のわくわく臓物ランド（2009年、音泉※）
- 中島愛の『メグポップ・カルチャー』（2010年、FM-NACK5）
- 中島愛のメグマガ!（2011年 - 2012年、FM-NACK5「The Nutty Radio Show おに魂」内のコーナー）
- アーティスト・セルフ・ポートレート（2017年、USEN C-26※）
- れでぃのたしなみ（2017年 - 2024年、a-FAN FAN※）[165]
- 文化放送モバイルplus presents 中島愛の生放送!（2017年、超!A&G+※）[166]
- 中島愛の“愛が止まらない!（2018年、TS-ONE）[167]

### 演劇・舞台
- 魔王と歌姫（2008年12月、劇団キリン食堂） - 歌姫 役
- プリキュアミュージカルショー - キュアラブリー（※以下全て声のみ出演）
  - ハピネスチャージプリキュア! ミュージカルショー - 愛乃めぐみ / キュアラブリー
  - Go!プリンセスプリキュア ミュージカルショー プリンセスランドをすくえ!
  - 魔法つかいプリキュア! ミュージカルショー
- －音読Stage－ Story of Songs Track1 ORANGE RANGE（2023年2月11日、ヒューリックホール東京[168]）
- CINEMATIC STAGE『危いことなら銭になる』（2023年10月7日 - 15日、ニッショーホール / 10月21日・22日、京都劇場） - 坂本雅 役[169]
- Classic Movie Reading Vol.1『ローマの休日』（2023年11月4日、新宿村LIVE） - アン王女 役[170]
- 舞台「それぞれの為」2024（2024年2月21日 - 27日、シアターKASSAI）[171][172]
- 時代劇朗読劇「ひとごろし」（2024年5月3日 - 6日、俳優座劇場） - およう 役[173]
- Hyo-eeN！vol.6「Listen/Library Ⅲ」（2024年7月4日・6日、新宿シアターモリエール[174]）
- 新感覚怪談ステージ -浅草怪談屋敷-「友人に誘われて…」（2024年7月25日・28日、浅草花劇場） - 語り部 役[175]
- ボイスシネマ 声優口演ライブ2024 in 有楽町（2024年9月7日、有楽町朝日ホール[176]）
- Hyo-eeN！vol.8「Listen/Library V」（2025年1月25日、シアターモリエール[177]）

### テレビ番組
※はインターネット配信。
- Harajukuロンチャーズ（2003年、BS朝日）
- うたコン（NHK総合、2023年1月31日・2025年6月24日）[178][179][180]

### 吹き替え
- キャッチ!ティニピン（2022年、マヤ[181]）
- 結婚契約（2023年、ソ・ナユン〈キム・ユリ〉[182]）
- ボルテスV レガシー（2024年、ジェイミー・ロビンソン[183]）
- FARANG/ファラン（2025年、ミア〈ロラン・ヌネ〉[184]）

### その他コンテンツ
- 公式コラム「夜明けにミルクティーを一杯」（公式サイト、2009年6月5日 - ）
- K-1 WORLD MAX2009日本代表決定トーナメント（長島☆自演乙☆雄一郎入場コールでランカ・リーの声として）
- ヨドバシビジョン ヨドび時報（2009年4月1日 - 30日）
- インターネット社製VOCALOID
  - Megpoid（メグッポイド）（2009年6月26日発売）
  - VOCALOID3 Megpoid（2011年10月21日発売）
  - VOCALOID4 Megpoid（2015年11月5日発売）
  - VOCALOID6 AI Megpoid（2022年10月13日発売[185]）
- 大阪・道頓堀 とんぼりビジョン（2010年4月7日 - 30日）
- ポータル ANNニュース&スポーツ（2013年4月6日 - 、同番組内スポーツコーナー「ビバスポ!」・エールちゃん[注 5]キャラクターボイス）
- アサヒ飲料「スパイラルグレープ」テレビCM（2013年6月 - 2014年6月、CMキャラクターの声として）
- Megpoid Talk（インターネット社製音声読み上げソフト、2014年1月16日発売）
- ハピネスチャージプリキュア!WOW!（「ハピネスチャージプリキュア!」オープニング、キュアラブリーの声として、2014年3月5日発売）
- 坂崎幸之助のももいろフォーク村NEXT第91夜「松本縛りでお台場リクエストアワー」（2018年12月13日、フジテレビNEXT）
- 発表!全マクロス大投票 NHK総合CM（ランカ・リー）
- ことのは文庫テレビCM「わが家は幽世の貸本屋さん」「妖しいご縁がありまして」「陰陽師と天狗眼」（2021年 - 2022年、ナレーション[186][187]）
- A.I.VOICE GUMI（インターネット社製音声制作ソフト、2022年9月16日発売[188]）
- 東京ゲームショウVR 2022「VIRTUAL BOAT RIDE PARK」（2022年、360°動画ボートレース体験ナレーション[189]）
- Synthesizer V AI Megpoid（2023年12月20日、株式会社インターネット）[190][191]
- ボイスコミック「召使い令嬢は国境を越え、敵国の公爵騎士様に溺愛される」（2024年、シャーリー[192]）

## ディスコグラフィ

### シングル
|            | 発売日         | タイトル                            | 規格品番   | 規格品番   | オリコン 最高位 |
| 初回限定盤 | 発売日         | タイトル                            | 通常盤     |            | オリコン 最高位 |
| ---------- | -------------- | ----------------------------------- | ---------- | ---------- | --------------- |
| 1st        | 2009年1月28日  | 天使になりたい                      |            | VTCL-35060 | 13位            |
| 2nd        | 2009年3月11日  | ノスタルジア                        | VTZL-9     | VTCL-35066 | 18位            |
| 3rd        | 2009年12月9日  | ジェリーフィッシュの告白            |            | VTCL-35100 | 26位            |
| 4th        | 2010年11月24日 | メロディ                            | VTCL-35096 | 59位       |                 |
| 5th        | 2011年10月26日 | 神様のいたずら                      | VTZL-32    | VTCL-35121 | 22位            |
| 6th        | 2012年2月1日   | TRY UNITE!／Hello!                  | VTZL-36    | VTCL-35124 | 11位            |
| 7th        | 2012年8月1日   | マーブル／忘れないよ。              | VTZL-47    | VTCL-35134 | 20位            |
| 8th        | 2013年1月23日  | そんなこと裏のまた裏話でしょ?       | VTZL-53    | VTCL-35144 | 19位            |
| 9th        | 2013年8月7日   | ありがとう                          | VTZL-69    | VTCL-35159 | 28位            |
| 10th       | 2017年2月15日  | ワタシノセカイ                      | VTZL-118   | VTCL-35249 | 18位            |
| 11th       | 2017年10月25日 | サタデー・ナイト・クエスチョン      |            | VTCL-35261 | 30位            |
| 12th       | 2018年8月1日   | 知らない気持ち/Bitter Sweet Harmony | VTCL-35284 | 29位       |                 |
| 12th       | 2018年8月1日   | Bitter Sweet Harmony/知らない気持ち | VTCL-35285 | 29位       |                 |
| 13th       | 2019年11月6日  | 水槽/髪飾りの天使                   | VTCL-35308 | 31位       |                 |
| 13th       | 2019年11月6日  | 髪飾りの天使/水槽                   | VTCL-35309 | 31位       |                 |

### アルバム
|            | 発売日        | タイトル                   | 規格品番 | 規格品番     | 規格品番 | オリコン 最高位 |
| 初回限定盤 | 発売日        | タイトル                   | 通常盤   | アナログ盤   |          | オリコン 最高位 |
| ---------- | ------------- | -------------------------- | -------- | ------------ | -------- | --------------- |
| 1st        | 2010年6月9日  | I love you                 | VTZL-18  | VTCL-60197   |          | 15位            |
| 2nd        | 2012年3月7日  | Be With You                | VTZL-38  | VTCL-60291   | 13位     |                 |
| 3rd        | 2014年2月26日 | Thank You                  | VTZL-77  | VTCL-60362   | 25位     |                 |
| 4th        | 2018年2月14日 | Curiosity                  | VTZL-143 | VTCL-60467   | 20位     |                 |
| カバー     | 2019年1月28日 | ラブリー・タイム・トラベル |          | VTCL-60479   | 59位     |                 |
| ベスト     | 2019年6月5日  | 30 pieces of love          | VTZL-157 | VTCL-60497/8 | VTJL-1   | 16位            |
| キャラ     | 2020年9月30日 | FULL OF LOVE!!             |          | VTCL-60537   |          | 29位            |
| 5th        | 2021年2月3日  | green diary                | VTZL-182 | VTCL-60543   | 19位     |                 |
| ミニ       | 2025年7月22日 | invitation                 |          | QACB-5007    | 39位     |                 |

### 配信楽曲
|     | 配信開始日     | タイトル                      |
| --- | -------------- | ----------------------------- |
| 1st | 2009年7月1日   | 天使になりたい Live ver.      |
| 2nd | 2009年7月1日   | Shining on Live ver.          |
| 3rd | 2009年7月8日   | Raspberry Kiss                |
| 4th | 2011年6月4日   | 好キッス!KISS!!               |
| 5th | 2012年11月21日 | Megu^2 Magic                  |
| 6th | 2023年7月7日   | equal                         |
| 7th | 2023年12月25日 | くちびるの奥の宇宙            |
| 8th | 2024年6月26日  | リルロマンティック feat. GUMI |
| 9th | 2025年1月28日  | 天使の憂鬱                    |

### タイアップ曲
| 楽曲                           | タイアップ                                                                                  | 時期   |
| ------------------------------ | ------------------------------------------------------------------------------------------- | ------ |
| ノスタルジア                   | TBS系ドラマ「愛の劇場」最終シリーズ『大好き!五つ子』主題歌                                  | 2009年 |
| ジェリーフィッシュの告白       | テレビアニメ『こばと。』エンディングテーマ                                                  | 2009年 |
| タルタロス                     | オンラインゲーム『Tartaros-タルタロス-』日本語版主題歌                                      | 2010年 |
| Sunshine Girl                  | テレビ東京『アニソ〜ンぷらす』6月度エンディングテーマ                                       | 2010年 |
| 空色ラブレター                 | 写光レンタル販売「と〜るりーす」CMソング                                                    | 2010年 |
| わたしにできること             | テレビアニメ『こばと。』第20話 - 第23話エンディングテーマ                                   | 2010年 |
| メロディ                       | OVA『たまゆら』第1話-第3話エンディングテーマ                                                | 2010年 |
| 夏鳥                           | OVA『たまゆら』第4話エンディングテーマ                                                      | 2010年 |
| ナイショのはなし               | OVA『たまゆら』挿入歌                                                                       | 2010年 |
| 好キッス!KISS!!                | 写光レンタル販売「と〜るりーす」CMソング                                                    | 2011年 |
| 神様のいたずら                 | テレビアニメ『たまゆら〜hitotose〜』エンディングテーマ                                      | 2011年 |
| 夏鳥-うたとぴあの-             | テレビアニメ『たまゆら〜hitotose〜』第2話エンディングテーマ                                 | 2011年 |
| 星空                           | テレビアニメ『たまゆら〜hitotose〜』第7話エンディングテーマ                                 | 2011年 |
| TRY UNITE!                     | テレビアニメ『輪廻のラグランジェ』オープニングテーマ                                        | 2012年 |
| Hello!                         | テレビアニメ『輪廻のラグランジェ』エンディングテーマ                                        | 2012年 |
| Pharaoh ★ Love                 | ゲーム『ネバーデッド』エンディングテーマ                                                    | 2012年 |
| マーブル                       | テレビアニメ『輪廻のラグランジェ season2』オープニングテーマ                                | 2012年 |
| Flower in Green                | テレビアニメ『輪廻のラグランジェ season2』挿入歌                                            | 2012年 |
| 忘れないよ。                   | テレビアニメ『輪廻のラグランジェ season2』スペシャルエンディングテーマ                      | 2012年 |
| そんなこと裏のまた裏話でしょ?  | テレビアニメ『琴浦さん』オープニングテーマ                                                  | 2013年 |
| 素直                           | テレビアニメ『琴浦さん』挿入歌                                                              | 2013年 |
| ありがとう                     | テレビアニメ『たまゆら〜もあぐれっしぶ〜』エンディングテーマ                                | 2013年 |
| 風色のフィルム                 | テレビアニメ『たまゆら〜もあぐれっしぶ〜』第11話エンディングテーマ                          | 2013年 |
| 神様のいたずら〜うたとぴあの〜 | テレビアニメ『たまゆら〜もあぐれっしぶ〜』挿入歌                                            | 2013年 |
| Carry Out!                     | パチスロ『輪廻のラグランジェ』挿入歌                                                        | 2014年 |
| あの日の海                     | パチスロ『輪廻のラグランジェ』"旅立ちの日、鴨川"エンディングテーマ                          | 2014年 |
| ワタシノセカイ                 | テレビアニメ『風夏』エンディングテーマ                                                      | 2017年 |
| サタデー・ナイト・クエスチョン | テレビアニメ『ネト充のススメ』オープニングテーマ                                            | 2017年 |
| 悲しみと共に                   | テレビアニメ『重神機パンドーラ』挿入歌                                                      | 2018年 |
| 知らない気持ち                 | テレビアニメ『かくりよの宿飯』エンディングテーマ                                            | 2018年 |
| Bitter Sweet Harmony           | テレビアニメ『すのはら荘の管理人さん』オープニングテーマ                                    | 2018年 |
| 水槽                           | テレビアニメ『星合の空』オープニングテーマ                                                  | 2019年 |
| 髪飾りの天使                   | テレビアニメ『本好きの下剋上 司書になるためには手段を選んでいられません』エンディングテーマ | 2019年 |
| 499秒                          | 2025年日本国際博覧会『超時空シアター 499秒 わたしの合体』後編主題歌                         | 2025年 |
| ぎるぐる Reincarnation         | ゲーム『ぎるぐる』主題歌                                                                    | 2025年 |

### 映像作品
|     | 発売日        | タイトル                                                              | 規格品番 |
| --- | ------------- | --------------------------------------------------------------------- | -------- |
| 1st | 2009年7月15日 | 中島愛スプリングイベント2009〜まめぐだワッショイ!春祭in赤坂ブリッツ〜 | SDMD0007 |
| 2nd | 2014年2月26日 | 5th Anniversary Year's Final Live「メグミー・ナイト・フィーバー」     | VTXL-17  |

### 歌手参加楽曲
| 発売日            | 商品名                                                | 歌                                         | 楽曲                                 | 備考                                                       |
| ----------------- | ----------------------------------------------------- | ------------------------------------------ | ------------------------------------ | ---------------------------------------------------------- |
| 2011年10月5日     | セイクリッドセブン オリジナルサウンドトラック         | 中島愛                                     | 「恋」                               | テレビアニメ『セイクリッドセブン』第10話挿入歌             |
| 2011年10月5日     | セイクリッドセブン オリジナルサウンドトラック         | 中島愛                                     | 「つながるまで」                     | テレビアニメ『セイクリッドセブン』第12話エンディングテーマ |
| 2012年9月26日     | Transfer                                              | livetune adding 中島愛                     | 「Transfer」                         | アーケードゲーム『ガンスリンガー ストラトス』テーマソング  |
| 2012年9月26日     | 輪廻のラグランジェ season2 オリジナルサウンドトラック | 中島愛                                     | 「Flower in Green」                  | テレビアニメ『輪廻のラグランジェ season2』挿入歌           |
| 2012年12月19日    | We Laugh We Dance We Cry                              | ラスマス・フェイバー featuring 中島愛      | 「AME (Rain) 」                      |                                                            |
| 2013年5月16日     | The Galaxy Express 999                                | 中島愛 他                                  | 「The Galaxy Express 999」           | Animelo Summer Live 2013 -FLAG NINE-テーマソング           |
| 2013年9月25日     | たまゆら〜もあぐれっしぶ〜 ボーカルアルバム うたとせ  | 中島愛                                     | 「神様のいたずら－うたとぴあの－」   | テレビアニメ『たまゆら〜もあぐれっしぶ〜』挿入歌           |
| 2017年2月22日     | 真夏のイノセンス〜作詞家・売野雅勇 Hits Covers〜      | 中島愛                                     | 「シンデレラたちへの伝言」           |                                                            |
| 2017年5月17日     | Playing The World                                     | 中島愛 他                                  | 「Playing The World」                | 『Animelo Summer Live 2017 -THE CARD-』テーマソング        |
| 2020年8月25日     | VOICES II                                             | connie、中島愛                             | 「君とLove With You！ feat.中島 愛」 |                                                            |
| 2021年6月16日     | bouquet                                               | toku feat. 中島愛                          | 「Acacia」                           |                                                            |
| 2022年7月27日     | TWO-MIX Tribute Album "Crysta-Rhythm"                 | 中島愛                                     | 「T・R・Y -RETURN TO YOURSELF-」     |                                                            |
| 2023年4月26日     | CrosSing Collection vol.2                             | 中島愛                                     | 「1/2」                              | 『CrosSing - Music＆Voice-』関連曲                         |
| 2025年2月26日     | CrosSing Collection vol.5                             | 中島愛                                     | 「冒険でしょでしょ?」                | 『CrosSing - Music＆Voice-』関連曲                         |
| 2025年8月15日予定 | ラブレター                                            | 東方LostWord feat.中島愛 × 玲瓏のHydrangea | 「ラブレター」                       | ゲーム『東方LostWord』関連曲                               |

### キャラクターソング
| 発売日   | 商品名                                                                               | 歌 | 楽曲                                                                                       | 備考                                                                                    |
| 2009年   | 2009年                                                                               | 2009年 | 2009年                                                                                     | 2009年                                                                                  |
| -------- | ------------------------------------------------------------------------------------ | --- | ------------------------------------------------------------------------------------------ | --------------------------------------------------------------------------------------- |
| 5月29日  | nO limiT                                                                             | エクリップス | 「nO limiT」                                                                               | テレビアニメ『バスカッシュ!』オープニングテーマ                                         |
| 5月29日  | nO limiT                                                                             | エクリップス | 「moon passport」                                                                          | テレビアニメ『バスカッシュ!』挿入歌                                                     |
| 6月17日  | Running on                                                                           | エクリップス | 「Running on」                                                                             | テレビアニメ『バスカッシュ!』挿入歌                                                     |
| 6月17日  | Running on                                                                           | シトロン（中島愛） | 「nO limiT (Citron starring)」                                                             | テレビアニメ『バスカッシュ!』関連曲                                                     |
| 8月19日  | 二人の約束                                                                           | エクリップス | 「二人の約束」                                                                             | テレビアニメ『バスカッシュ!』エンディングテーマ                                         |
| 8月19日  | 二人の約束                                                                           | シトロン（中島愛） | 「ホシワタリ」                                                                             | テレビアニメ『バスカッシュ!』挿入歌                                                     |
| 9月16日  | アイドル・アタック!                                                                  | エクリップス | 「虹のBRACE」 「Running on album-mix」 「nO limiT album-mix」                              | テレビアニメ『バスカッシュ!』関連曲                                                     |
| 9月16日  | アイドル・アタック!                                                                  | シトロン（中島愛） | 「COSMOS」 「After The Heart Rain」                                                        | テレビアニメ『バスカッシュ!』関連曲                                                     |
| 11月11日 | ワンウェイ両想い                                                                     | 瀬能ナツル（井上麻里奈）、沙倉楓（中島愛） | 「ワンウェイ両想い」                                                                       | テレビアニメ『けんぷファー』エンディングテーマ                                          |
| 11月11日 | ワンウェイ両想い                                                                     | 瀬能ナツル（井上麻里奈）、沙倉楓（中島愛） | 「タタカエ☆モラリズム」                                                                    | テレビアニメ『けんぷファー』関連曲                                                      |
| 2010年   |                                                                                      | |                                                                                            |                                                                                         |
| 1月27日  | けんぷファー キャラクターソングアルバム                                              | 沙倉楓（中島愛） | 「素顔でフォーリンラブ」                                                                   | テレビアニメ『けんぷファー』挿入歌                                                      |
| 11月25日 | 武装神姫 Character Song & Special Radio Rondo                                        | 戦乙女型MMS アルトレーネ（中島愛） | 「超Happyなのです」                                                                        | テレビゲーム『武装神姫』関連曲                                                          |
| 2011年   |                                                                                      | |                                                                                            |                                                                                         |
| 5月25日  | If                                                                                   | 玉川茉莉（中島愛） | 「If」                                                                                     | テレビアニメ『もしドラ』挿入歌                                                          |
| 5月25日  | If                                                                                   | 玉川茉莉（中島愛） | 「Ready Go!」                                                                              | テレビアニメ『もしドラ』関連曲                                                          |
| 8月24日  | 異国迷路のクロワーゼ The Animation オリジナルサウンドトラック                        | アンヌ（中島愛） | 「遠く君へ」                                                                               | テレビアニメ『異国迷路のクロワーゼ The Animation』エンディングテーマ                    |
| 9月7日   | セイクリッドセブン ドラマ・キャラクターCD I Fragment of S7 丹童子アルマ×藍羽ルリ     | 藍羽ルリ（中島愛） | 「銀河鉄道」                                                                               | テレビアニメ『セイクリッドセブン』関連曲                                                |
| 11月30日 | たまゆら〜hitotose〜 オリジナルサウンドトラック                                      | 保志まなみ（中島愛） | 「ずっと一緒〜こえとギター」                                                               | テレビアニメ『たまゆら〜hitotose〜』挿入歌                                              |
| 12月28日 | たまゆら〜hitotose〜 ボーカルアルバム、なので。                                      | 保志まなみ（中島愛） | 「ずっと一緒」                                                                             | テレビアニメ『たまゆら〜hitotose〜』関連曲                                              |
| 2012年   |                                                                                      | |                                                                                            |                                                                                         |
| 3月28日  | ファイ・ブレイン 神のパズル オリジナルサウンドトラック Quebra Cabeca                 | 姫川エレナ(中島愛) | 「恋のパズルを解いて」                                                                     | テレビアニメ『ファイ・ブレイン 神のパズル』第1シリーズ挿入歌                            |
| 8月3日   | キュレムVS聖剣士ケルディオ & メロエッタのキラキラリサイタル ミュージックコレクション | メロエッタ（中島愛） | 「リサイタルスタート」 「癒しの歌（ケンカはやめてVer.）」 「いにしえの歌（キラキラVer.）」 | 劇場アニメ『メロエッタのキラキラリサイタル』挿入歌                                      |
| 10月17日 | Install×Dream                                                                        | アン（阿澄佳奈）、ヒナ（茅原実里）、アイネス（水橋かおり）、レーネ（中島愛） | 「Install x Dream」                                                                        | テレビアニメ『武装神姫』オープニングテーマ                                              |
| 10月17日 | Install×Dream                                                                        | アン（阿澄佳奈）、ヒナ（茅原実里）、アイネス（水橋かおり）、レーネ（中島愛） | 「Let's get SPARK!!!」                                                                     | テレビアニメ『武装神姫』関連曲                                                          |
| 11月21日 | 武装神姫 Character Song Series【姫】PEACE & LUCK                                     | アン（阿澄佳奈）、ヒナ（茅原実里）、アイネス（水橋かおり）、レーネ（中島愛） | 「PEACE&LUCK」                                                                             | テレビアニメ『武装神姫』関連曲                                                          |
| 11月21日 | 武装神姫 Character Song Series【姫】PEACE & LUCK                                     | アン（阿澄佳奈）、ヒナ（茅原実里）、アイネス（水橋かおり）、レーネ（中島愛） | 「Install x Dream〜LENE ver.〜」                                                           | テレビアニメ『武装神姫』オープニングテーマ                                              |
| 12月26日 | TVアニメ 武装神姫 Scenes from BUSOUSHINKI                                            | アン（阿澄佳奈）、ヒナ（茅原実里）、アイネス（水橋かおり）、レーネ（中島愛） | 「Install x Dream」                                                                        | テレビアニメ『武装神姫』オープニングテーマ                                              |
| 12月26日 | TVアニメ 武装神姫 Scenes from BUSOUSHINKI                                            | アン（阿澄佳奈）、ヒナ（茅原実里）、アイネス（水橋かおり）、レーネ（中島愛） | 「君と未来へ」                                                                             | テレビアニメ『武装神姫』挿入歌                                                          |
| 12月26日 | TVアニメ 武装神姫 Scenes from BUSOUSHINKI                                            | レーネ（中島愛） | 「ふたりの約束」                                                                           | テレビアニメ『武装神姫』挿入歌                                                          |
| 2013年   |                                                                                      | |                                                                                            |                                                                                         |
| 2月20日  | 問題児たちが異世界から来るそうですよ? サウンド・コミュニティI                        | 春日部耀（中島愛） | 「SINCERELY」                                                                              | テレビアニメ『問題児たちが異世界から来るそうですよ?』関連曲                             |
| 8月14日  | センチメンタルラブ                                                                   | 枝葉柚希（中島愛）、御島明日香（佐倉綾音）、神咲七海（タカオユキ） | 「閃光ハナビ」                                                                             | テレビアニメ『君のいる町』挿入歌                                                        |
| 9月18日  | 君のいる町 キャラクターソングアルバム アンサーソングス                               | 枝葉柚希（中島愛） | 「Another Letter」 「虹色カレンダー」                                                      | テレビアニメ『君のいる町』関連曲                                                        |
| 2014年   |                                                                                      | |                                                                                            |                                                                                         |
| 3月12日  | 映画プリキュアオールスターズ NewStage3 永遠のともだち                                | 工藤真由、キュアハート（生天目仁美）、キュアラブリー（中島愛） | 「プリキュア〜永遠のともだち〜（2014 Version）」                                           | 劇場版アニメ『映画 プリキュアオールスターズNewStage3 永遠のともだち』主題歌             |
| 3月12日  | 映画プリキュアオールスターズ NewStage3 永遠のともだち                                | キュアブラック（本名陽子）、キュアブルーム（樹元オリエ）、キュアドリーム（三瓶由布子）、キュアピーチ（沖佳苗）、キュアブロッサム（水樹奈々）、キュアメロディ（小清水亜美）、キュアハッピー（福圓美里）、キュアハート（生天目仁美）、キュアラブリー（中島愛） | 「プリキュア・メモリ（NewStage3 Version）」                                                | 劇場版アニメ『映画 プリキュアオールスターズNewStage3 永遠のともだち』エンディングテーマ |
| 7月23日  | ハピネスチャージプリキュア! ボーカルアルバム1 〜Hello!ハピネスフレンズ!〜            | キュアラブリー（中島愛） | 「ドデカ・ラブ」                                                                           | テレビアニメ『ハピネスチャージプリキュア!』関連曲                                       |
| 7月23日  | ハピネスチャージプリキュア! ボーカルアルバム1 〜Hello!ハピネスフレンズ!〜            | ハピネスチャージプリキュア! | 「幸せの合い言葉 〜Yes！ハピネスチャージ!〜」                                              | テレビアニメ『ハピネスチャージプリキュア!』関連曲                                       |
| 10月8日  | 勇気が生まれる場所                                                                   | キュアラブリー（中島愛）、キュアプリンセス（潘めぐみ）、キュアハニー（北川里奈）、キュアフォーチュン（戸松遥） | 「勇気が生まれる場所」                                                                     | 劇場アニメ『映画 ハピネスチャージプリキュア! 人形の国のバレリーナ』挿入歌               |
| 10月8日  | 勇気が生まれる場所                                                                   | 愛乃めぐみ（中島愛）、つむぎ（堀江由衣） | 「見上げれば青い空」                                                                       | 劇場アニメ『映画 ハピネスチャージプリキュア! 人形の国のバレリーナ』イメージソング       |
| 11月19日 | ハピネスチャージプリキュア! ボーカルアルバム2 シャイニング☆ハピネスパーティ          | 愛乃めぐみ（中島愛） | 「虹色ハピネス」                                                                           | テレビアニメ『ハピネスチャージプリキュア!』関連曲                                       |
| 11月19日 | ハピネスチャージプリキュア! ボーカルアルバム2 シャイニング☆ハピネスパーティ          | 愛乃めぐみ（中島愛）、大森ゆうこ（北川里奈）、相楽誠司（金本涼輔） | 「友達という魔法」                                                                         | テレビアニメ『ハピネスチャージプリキュア!』関連曲                                       |
| 11月19日 | ハピネスチャージプリキュア! ボーカルアルバム2 シャイニング☆ハピネスパーティ          | キュアラブリー（中島愛）、キュアプリンセス（潘めぐみ）、キュアハニー（北川里奈）、キュアフォーチュン（戸松遥） | 「イノセントハーモニー」                                                                   | テレビアニメ『ハピネスチャージプリキュア!』挿入歌                                       |
| 2015年   |                                                                                      | |                                                                                            |                                                                                         |
| 3月11日  | イマココカラ                                                                         | プリキュアオールスターズ | 「イマココカラ」                                                                           | 劇場アニメ『映画 プリキュアオールスターズ 春のカーニバル♪』挿入歌                       |
| 2018年   |                                                                                      | |                                                                                            |                                                                                         |
| 12月26日 | 「聖闘士星矢 セインティア翔」主題歌                                                  | 翔子（鈴木愛奈）、響子（M・A・O）、沙織（水瀬いのり）、美衣（中島愛） | 「The Beautiful Brave」                                                                    | テレビアニメ『聖闘士星矢 セインティア翔』オープニングテーマ                             |
| 2022年   |                                                                                      | |                                                                                            |                                                                                         |
| 5月25日  | TVアニメ「SHAMAN KING」Blu-ray BOX 4【初回生産限定版】封入特典 キャラクターソング集  | ダム子〈黒部民子〉（中島愛） | 「春を待つ」                                                                               | テレビアニメ『SHAMAN KING』関連曲                                                       |

### 楽曲提供
- Negicco『MY COLOR』（2018年7月10日）
  - 硝子色の夏（作詞）

## ライブ・イベント

### 合同ライブ
| 出演日                | タイトル | 会場                                        |
| --------------------- | --- | ------------------------------------------- |
| 2010年7月2日          | Anime Expo2010                                                                                                 | ロサンゼルス・ノキアシアター                |
| 2010年10月28日        | 第7回東京国際ミュージックマーケット                                                                            | 品川ステラボール                            |
| 2011年2月20日         | AV LIVE CHANNEL (side:A)                                                                                       | ジャスマックプラザ                          |
| 2011年6月18日         | TOYAKOマンガ・アニメフェスタ                                                                                   | 洞爺湖文化センター                          |
| 2013年1月27日         | リスアニ! LIVE 3 SUNDAY STAGE                                                                                  | 日本武道館                                  |
| 2013年8月9日          | a-nation Island Stage アニジェネ 〜ANISON GENERATION〜                                                         | 国立代々木競技場第一体育館                  |
| 2013年8月24日         | Animelo Summer Live 2013 -FLAG NINE-                                                                           | さいたまスーパーアリーナ                    |
| 2013年8月31日         | きたまえ↑ 札幌☆マンガ・アニメフェスティバル ANI-SON LIVE                                                       | 札幌芸術の森                                |
| 2013年11月23日        | ANIMAX MUSIX 2013 supported by スカパー!                                                                       | 横浜アリーナ                                |
| 2017年7月30日         | MOTTO ANISONG FESTIVAL                                                                                         | 広州体育館第二体育館                        |
| 2017年8月26日         | Animelo Summer Live 2017 -THE CARD-                                                                            | さいたまスーパーアリーナ                    |
| 2017年10月6日         | 松本隆デビュー47周年記念「風街ガーデンであひませう2017」                                                       | 恵比寿ガーデンホール                        |
| 2017年10月7日         | Negicco「NEGi FES 2017 本祭」                                                                                  | 新潟県北方文化博物館                        |
| 2018年1月26日         | リスアニ! LIVE 2018 FRIDAY STAGE                                                                               | 日本武道館                                  |
| 2018年3月4日          | みちのくアニソンフェス2018〜Eastern Gale                                                                       | 宮城県仙台GIGS                              |
| 2018年8月24日         | Animelo Summer Live 2018 "OK!"                                                                                 | さいたまスーパーアリーナ                    |
| 2018年11月17日        | ANIMAX MUSIX 2018 YOKOHAMA supported by ひかりTV                                                               | 横浜アリーナ                                |
| 2019年2月2日          | フライングドッグ10周年記念LIVE-犬フェス!-                                                                      | 武蔵野の森総合スポーツプラザ メインアリーナ |
| 2019年8月30日         | Animelo Summer Live 2019 -STORY-                                                                               | さいたまスーパーアリーナ                    |
| 2019年9月24日         | Veats Shibuya OPENING EVENT 夏の終わりのハーモニー♡〜中島さんとNegiccoさん〜 Supported by タワーレコード40周年 | Veats Shibuya                               |
| 2021年11月6日         | 松本隆 作詞活動50周年記念 オフィシャル・プロジェクト『 風街オデッセイ2021』《第二夜》                          | 日本武道館                                  |
| 2021年12月10日        | 京 Premium Live 2021                                                                                           | ロームシアター京都                          |
| 2022年5月21日         | Non Fes III | LINE CUBE SHIBUYA                           |
| 2022年10月16日        | BLUE EARTH MUSIC FEST 2022 IN MITO suppoorted by 茨城日産グループ                                              | 茨城県水戸市千波公園                        |
| 2023年5月20日         | 声優紅白歌合戦                                                                                                 | パシフィコ横浜 国立大ホール                 |
| 2023年7月15日         | ～売野雅勇 作詞活動40周年記念 オフィシャル・プロジェクト～MIND CIRCUS SPECIAL SHOW「それでも、世界は、美しい」 | 東京国際フォーラム ホールA                  |
| 2024年1月20日         | 全プリキュア 20th Anniversary LIVE!                                                                            | 横浜アリーナ                                |
| 2025年6月28日（予定） | LostWord LIVE 2025                                                                                             | 川崎CLUB CITTA’                             |

### その他
※キャラクター名義での出演、もしくはゲスト出演。
2007年
- マクロス25周年記念ライブ MINMAY meets FIRE BOMBER（8月18日 日本青年館） ランカ・リー役として初披露。

2008年
- ランカ・リー=中島愛ミニライブ@フォルモ…ぢゃないよ!ヴィーナスフォート☆（6月14日 ヴィーナスフォート） ランカ・リー役として歌唱
- マクロスF超時空スーパーライブ デビュー! ランカ・リー with シェリル・ノーム（7月27日 Zepp Tokyo・8月6日 なんばHatch） ランカ・リー役として歌唱
- カンノヨーコ presents マクロスF ギャラクシーツアーFINAL（10月13日パシフィコ横浜・10月22日大阪厚生年金会館）
- SANKYO presents マクロスF ギャラクシーツアー FINAL こんなサービスめったにしないんだからねinブドーカン☆（11月5日 日本武道館） ランカ・リー役として歌唱

2009年
- マクロス超時空進宙式典〜ほんとに2009年になっちゃた…2.22（にゃんにゃんにゃん）だよデカルチャー!〜（2月22日 秋葉原UDX） ランカ・リー役として出演
- YOKO KANNO SEATBELTS 超時空七夕ソニック 〜次回公演は22世紀を予定しております。〜（7月7日 さいたまスーパーアリーナ） 歌唱ゲスト
- マクロス元年記念 マクロス クロスオーバーライブ A.D.2009×45×59@幕張メッセ（10月17日・10月18日 幕張メッセイベントホール） ランカ・リー役として歌唱

2010年
- カンノヨーコ presents マクロスF 超時空スーパーライブ『Merry Christmas without You』（12月22日 日本武道館・12月24日 神戸ポートアイランドホール） ランカ・リー役として歌唱

2011年
- たまゆらの日2011ファイナル〜新しい想い出とともに〜（11月20日 竹原市照蓮寺） 歌唱ゲスト

2012年
- プラチナ・ジャズ・オーケストラ presented by ラスマス・フェイバー（6月9日 ビルボードライブ東京） 歌唱ゲスト
- TVアニメ「武装神姫」〜マスター！早く観てくださいね！（9月21日 科学技術館サイエンスホール） レーネ役として出演
- たまゆら祭2012 〜ただいま汐入、なので〜（9月30日 横須賀芸術劇場） 歌唱ゲスト
- FIRE BOMBER 2012（11月23日 渋谷公会堂・11月24日 なんばHatch） ランカ・リー役として歌唱

2013年
- たまゆら進級イベント 〜新しい季節の始まり、なので〜（4月14日 TOKYO DOME CITY HALL） 歌唱ゲスト
- マクロス30周年記念 マクロス クロスオーバーライブ 30（7月13日 幕張メッセ1-3ホール） ランカ・リー役として歌唱
- 武装神姫フェス〜マスターのためのフェスティバル〜（7月14日 舞浜アンフィシアター） レーネ役として出演
- たまゆらの日2013音楽祭（11月2日 広島県上野学園ホール） 歌唱ゲスト
- たまゆらの日2013ファイナル〜もあぐれっしぶ〜（11月3日 竹原市照蓮寺） 歌唱ゲスト

2014年
- 「映画ハピネスチャージプリキュア！」公開記念観覧車点灯式（10月5日 よこはまコスモワールド） 愛乃めぐみ / キュアラブリー役として出演
- MBSアニメフェス2014（10月11日 大阪城ホール） ランカ・リー役として歌唱

2015年
- M魂サミット！歌姫首脳会談（4月4日 浅草公会堂） ランカ・リー役として出演

2016年
- たまゆら「卒業式〜TAMAYURA Last Event〜」（4月24日 広島県立竹原高校体育館） 歌唱ゲスト
- M魂 キラッ☆とルンピカ感謝祭！（4月30日 ニッショーホール） ランカ・リー役として出演
- 第参回「艦これ」観艦式（8月7日 パシフィコ横浜　国立大ホール） 艦娘「衣笠」「初月」として出演

2017年
- 佐藤順一監督生活30周年記念「サトジュン音楽祭」（1月17日 目黒ブルースアレイジャパン） 歌唱ゲスト
- マクロスΔ 戦術音楽ユニット"ワルキューレ" 2nd LIVE in 横浜アリーナ 「ワルキューレがとまらない」（1月28日 横浜アリーナ） ランカ・リー役として歌唱

2018年
- マクロスΔ 戦術音楽ユニット"ワルキューレ" 3rd LIVE 「ワルキューレは裏切らない」at 横浜アリーナ（2月25日 横浜アリーナ） ランカ・リー役として歌唱
- アニメ・ジャパンエキスポ DoKomi 2018（5月19日 デュッセルドルフ） 歌唱ゲスト
- マクロス35周年×マクロスF10周年『超時空管弦楽F』（9月8日・9日 日本橋三越本店 三越劇場） ランカ・リー役として歌唱
- COSPLAY MANIA（9月30日 マニラSMXコンベンションセンター） 歌唱ゲスト

2019年
- プリキュア15周年Anniversaryライブ 〜15☆Dreams Come True!〜（1月20日 中野サンプラザ） 愛乃めぐみ / キュアラブリー役として出演
- 『マクロスF』10周年！ゴ〜〜ジャスデリシャスデカルチャーフェス（3月2日 よみうりホール） ランカ・リー役として出演
- MACROSS CROSSOVER LIVE 2019 at 幕張メッセ（2019年6月1日・2日 幕張メッセ展示ホール1-3） ランカ・リー役として歌唱
- 林哲司 SONG FILE vol.03（7月26日 Motion Blue yokohama） 歌唱ゲスト

2021年
- 林哲司 クラシカルコンサート 2021（12月26日、紀尾井ホール）- ゲスト出演

2022年
- やなぎなぎ 10周年記念ライブ-Roundabout- Vol.7（9月19日、SHIBUYA PLEASURE PLEASURE）- ゲスト出演。

2023年
- NHK総合テレビ「うたコン」1月31日放送回に生出演。May'n・菅野よう子とともにマクロスF主題歌『ライオン』を披露した。

2024年
- ANIMAX MUSIX 2024 SPRING（3月30日、武蔵野の森総合スポーツプラザ メインアリーナ）- May'nのステージにシークレットゲストとしてサプライズ出演。
- 東方LostWordのMVプロジェクト、東方LostWord feat.中島愛 × 玲瓏のHydrangeaで楽曲「ラブレター」の歌唱を担当。
- ハピネスチャージプリキュア! 10thファンミーティング（12月12日、練馬文化センター 大ホール）

2025年
- SANKYO presents マクロスF ギャラクシーライブ☆ファイナル 2025（7⽉26⽇・27⽇、Kアリーナ横浜）

## 書籍

### 著書
- 音楽が教えてくれたこと（2018年、mille books）ISBN 978-4-902744-89-7 ※文筆家・甲斐みのりとの共著

### 写真集
- 中島愛 写真集 まめぐるり（2012年、学研マーケティング）ISBN 978-4-05-405246-8
- 中島愛 10th Anniversary写真集 With you…（2018年、コスミック出版）ISBN 978-4-7747-9170-8

### 雑誌連載
- 声優アニメディア コラム「まめぐるり」（2010年2月号 - 2012年3月号、学研プラス）
- マクロスエース コラム「中島愛のMY 愛TEM」（Vol.2 - Vol.8、角川書店）